# Hatchet
Hatchet è un film horror, commedia, splatter del 2006 diretto da Adam Green.
Ne sono stati girati tre seguiti, Hatchet II, III e Victor Crowley. Nel cast sono presenti vecchie glorie del cinema horror, tra questi, Robert Englund (Nightmare), Kane Hodder (Venerdì 13), Tony Todd (Candyman) e Joshua Leonard (The Blair Witch Project).

## Trama
Sampson e suo figlio Ainsley stanno dando la caccia agli alligatori in una palude. Mentre Ainsley sta urinando, Sampson tace; Ainsley trova Sampson morto prima che anche lui venga ucciso da un essere mostruoso. Durante una celebrazione del Mardi Gras a New Orleans, un gruppo di amici, tra cui Ben e il suo migliore amico Marcus, decide di fare un tour nella palude stregata. Trovano il tour chiuso perché la guida, Rev. Zombie, è stata citata in giudizio per negligenza. Il reverendo Zombie suggerisce di provare un posto più in fondo alla strada, di proprietà della guida turistica esagerata e inesperta Shawn. Marcus decide di andarsene, ma cambia idea vedendo due ragazze in topless: Misty, una pornostar svampita, e Jenna, un'attrice emergente prepotente, vanagloriosa. È presente anche il loro squallido regista, Doug Shapiro. Ben paga per sé e Marcus. Shawn li porta sul suo bus, dove gli altri turisti, Jim e Shannon Permatteo, una coppia sposata del Minnesota, e la tranquilla e irascibile Marybeth stanno aspettando.
Shawn non sa cosa sta facendo, cosa che gli altri realizzano quando arrivano alla palude. Shapiro fa spogliare Misty e Jenna e filma una scena per Bayou Beavers mentre tutti si imbarcano sulla barca, mentre un abitante della palude senzatetto di nome Jack Cracker li avverte di allontanarsi dalla palude. Shawn li conduce attraverso paludi e case abbandonate, inclusa una in cui viveva Victor Crowley, una creatura deforme. La barca colpisce una roccia e inizia ad affondare, lasciandoli incagliati. Mentre l'equipaggio cammina attraverso i boschi, incontrano la squallida casa di Crowley e Marybeth condivide la leggenda di Victor Crowley. Victor era un bambino deforme con una malattia rara, vittima di bullismo da parte di altri bambini ed è stato tenuto nascosto da suo padre, Thomas Crowley. Una notte un gruppo di adolescenti cattivi si è imbattuto in casa e ha lanciato fuochi d'artificio per spaventare Victor. La casa ha iniziato a bruciare e Thomas è tornato, costringendo i ragazzi a fuggire. Victor è stato ucciso quando Thomas lo ha colpito accidentalmente in faccia con un'accetta mentre cercava di sfondare la porta. Marybeth afferma che Victor, ora non morto, vaga per la palude di notte, alla ricerca di suo padre, e che non sono al sicuro nei boschi, ma l'equipaggio non le crede.
Mentre Jim e Shannon si avvicinano alla casa, Victor appare e li uccide, facendo fuggire il gruppo. Marybeth spara a Victor con una pistola, ma lui si alza e riprende il suo inseguimento. Shapiro si separa dal gruppo e viene ucciso da Victor. I restanti sopravvissuti decidono di tornare alla casa dove possono armarsi. Mentre sono a casa, Marybeth e Ben scoprono i resti di suo fratello e di suo padre. Marcus, Shawn, Misty e Jenna sentono un rumore in un cespuglio. Marcus va a indagare e scopre che era solo un procione. Victor poi sorprende il gruppo e ferisce Jenna con una levigatrice a nastro. Marybeth e Ben tornano e attaccano Victor. Mentre gli altri sopravvissuti fuggono, Shawn cerca di combattere Victor, ma invece viene ucciso. Victor poi uccide Jenna. I sopravvissuti decidono di attirare Victor a casa sua e gli danno fuoco con i serbatoi di benzina nel capannone. Ben va nel capannone per recuperare un serbatoio di benzina mentre Misty fa la guardia e Marybeth e Marcus fanno da esca. Marybeth e Marcus scoprono che Misty è scomparsa e il suo cadavere viene gettato su Ben da Victor. Ben trova un carro armato e lo lancia su Victor mentre Marybeth e Marcus gli danno fuoco, ma la pioggia lo spegne. Cominciano a fuggire, ma Victor afferra e uccide Marcus. Victor afferra un palo del cancello e insegue Ben e Marybeth, gettandolo nel piede di Ben. Marybeth piega il palo finché non viene puntato su Victor, che si impala su di esso e crolla, apparentemente ucciso. Ben e Marybeth fuggono sulla barca di Sampson; Marybeth viene intrappolata dalle alghe e trascinata sott'acqua. Vede il braccio di Ben che si conficca nell'acqua per essere afferrato, ma viene tirato su da Victor, che sta tenendo l'avambraccio mozzato di Ben morente. Urla di orrore, mentre Crowley le ruggisce in faccia, preparando l'inizio del prossimo film.

## Cast
Soltanto in questo capitolo della trilogia, la protagonista Marybeth è interpretata dall'attrice Tamara Feldman. Nei due sequel (più un cameo nel quarto film), il personaggio è infatti interpretato da Danielle Harris. L'attore Parry Shen compare in tutti e quattro i film in ruoli diversi. Nei primi due interpreta due fratelli gemelli uccisi rispettivamente da Crowley; nel terzo e nel quarto invece un ragazzo asiatico che riesce sempre a scampare alla morte per mano del mostro fino alla fine della pellicola.